# Vinbergs landskommun
Vinbergs landskommun var en tidigare kommun i Hallands län. 

## Administrativ historik
Kommunen inrättades i Vinbergs socken i Faurås härad i Halland när 1862 års kommunalförordningar trädde i kraft 1863 –   ett mindre område överfördes 1950 till Falkenbergs stad. Vid kommunreformen 1952 bildade den storkommun genom sammanläggning med Ljungby landskommun.
Sedan 1971 tillhör området Falkenbergs kommun. Kommunkoden 1952–1970 var 1318.

### Kyrklig tillhörighet
I kyrkligt hänseende tillhörde kommunen Vinbergs församling. Den 1 januari 1952 tillkom Ljungby församling.

## Geografi
Vinbergs landskommun omfattade den 1 januari 1952 en areal av 89,87 km², varav 88,40 km² land.

### Tätorter i kommunen 1960
| Tätort              | Folkmängd |
| ------------------- | --------- |
| Falkenberg, del ava | 313       |
| Vinberg             | 312       |

Tätortsgraden i kommunen var den 1 november 1960 21,9 procent.

## Politik

### Mandatfördelning i valen 1942-1966
| 14 | 6 |

| 20 |

| 5 | 5 | 10 |

| 19 |

| 10 | 6 | 19 |

| 33 |

| 10 | 18 | 2 | 5 |

| 30 | 5 |

| 8 | 21 |  | 5 |

| 30 | 5 |

| 9 | 20 | 2 | 4 |

| 31 |

| 9 | 19 | 3 | 4 |

| 31 |